# 노암동 (남원시)
노암동(鷺岩洞)은 대한민국 전북특별자치도 남원시의 동이다. 넓이는 8.9km2이고, 인구는 2009년 기준으로 2,283세대, 5,837명이다. 노암동은 지리적으로 도시의 외곽동으로 도심 지역의 남부 관문이며 주천, 수지, 송동과 요천을 경계로 광한루 남쪽에 위치하고 있다. 또한 남원관광단지, 테마파크, 민속 박물관, 춘향문화예술회관 등 관광과 문화예술의 중심지이며, 남원 옻칠문화연구소, 목공예단지, 농공단지조성 등 남원시의 새로운 중심 도농 복합도시로 하루가 달리 발전하는 동이다.

## 법정동
- 노암동(鷺岩洞)

- 남원제일고등학교

## 주거

### 아파트
노암동
- 남명건설 남원 노암동 남명더라우 : 입주미정.

## 문화재
- 남원 금남재 (전북특별자치도 기념물 제15호)